# 薛驹
薛驹（1922年3月3日—2024年1月12日)，原名薛家驹，男，汉族，山西运城人。中华人民共和国政治人物，上海大同大学肄业，早年曾经参加学生运动。曾任中共第十二届、十三届中央委员会委员。

## 生平
1938年12月在上海南方中学加入中国共产党。1941年，由上海地下党组织派往苏中抗日根据地。1947年，由中共上海分局派往浙东工作。
1952年，任中共浙江省委办公厅副主任、主任。1955年，任中共浙江省委副秘书长。1967年至1971年，被隔离审查。1972年，恢复工作。1977年，任中共浙江省委常委、省委秘书长。1979年2月，兼任浙江省政协副主席。1983年3月至1987年3月，任浙江省人民政府省长。1987年3月至1988年12月任中共浙江省委书记。1988年12月至1989年6月，任中共浙江省委顾问委员会主任。1989年6月至1993年7月，任中共中央党校常务副校长。1993年至1998年，任第八届全国人大常委会委员、法律委员会主任委员。

## 逝世
2024年1月12日晚23时在浙江杭州逝世，享嵩寿101岁。2024年1月20日上午遗体火化并举行告别仪式，习近平等党和国家领导人送了花圈，易炼红等省级领导前往送别。
官方对他的评价为：“中国共产党优秀党员、忠诚的共产主义战士。”

## 家庭成员
- 胞弟：薛家骥（1923年－2021年5月8日）[1]